# Rhein Fire
El Rhein Fire és un club de futbol americà de la ciutat de Düsseldorf (Alemanya).

## Història
El club es creà l'any 1995 per a competir a la National Football League Europe. La franquícia és continuació de la dels Birmingham Fire (1991-1992) de la World League de futbol americà.
Tot i que l'equip té seu a la ciutat de Düsseldorf, durant dos anys disputà els seus partits a l'Arena AufSchalke de la propera ciutat de Gelsenkirchen degut a la construcció del nou estadi, el LTU Arena, en lloc de l'antic Rheinstadion, on jugà fins al 2002. L'equip ha guanyat dos World Bowls: 1998 i 2000.

## Palmarès
- 2 títols de la World Bowl: 1998, 2000.
- 3 sot-campionats de la World Bowl: 1997, 2002, 2003.

## Entrenadors
- Galen Hall (1995-2000)
- Pete Kuharchek (2001-2005)
- Jim Tomsula (2006-?)

## Jugadors destacats
- Manfred Burgsmüller (1996-2002)
- Byron Chamberlain (1996)
- Mike Croel (1998)
- Mike Quinn (1998)
- Marcus Robinson (1998)
- Danny Wuerffel (2000)